# Fritz Koch (Politiker, 1845)
Fritz Koch (* 20. August 1845 in Gumtow; † nach 1893) war Gutsbesitzer und Mitglied des Deutschen Reichstags.

## Leben
Koch besuchte die Stadtschule in Kyritz und wurde Landwirt auf seinem Gut in Gumtow. Er war einige Jahre Mitglied des Kreistages, diente bei der Artillerie und machte den Krieg gegen Frankreich 1870/71 mit.
Von 1890 bis 1893 war er Mitglied des Deutschen Reichstags für den Wahlkreis Regierungsbezirk Potsdam 2 Ostprignitz und die Deutsche Freisinnige Partei.